# معرض الفن في أونتاريو
معرض الفن في أونتاريو بالإنجليزية:Art Gallery of Ontario;بالفرنسية:Musée des beaux-arts de l'Ontario) (تختصر AGO)
هو متحف للفنون في حي بارك غرانج بوسط مدينة تورونتو على شارع دونداس غربا بين شارع أم سي كاول وشارع بيفرلي. يضم المعرض أكثر من 80,000 عمل يرجع إلى القرن الأول إلى أعمال ترجع ليومنا هذا. تقدر مساحة المعرض بحوالي 45000 متر2 (480000 قدم مربع) وتضم هذه المساحة أكبر مجموعة على مستوى العالم للفن الكندي الذي يصور تطور التراث في كندا عير مراحله المختلفة من قبل الكونفدرالية في البلاد حتى الوقت الحاضر. يحتوي المعرض على متحف يضم في جعبته تشكيلة رائعة من الفن الأوروبي تشمل مجموعة هامة جدا من منحوتات العصور الوسطى وفنون عصر النهضة المزخرفة. من أهم الأعمال في المتحف; أعمال تينتوريتو، جان لورينزو برنيني، بيتر بول روبنس، رامبرانت فان راين، فرانس هالس، وأعمال لفنانين مشاهير مثل بابلو بيكاسو، أوغوست رودان، كلود مونيه، وإدغار ديغا. بالإضافة إلى ذلك ضم أيضا واحدة من أهم مجموعات الفن الأفريقي في أمريكا الشمالية، فضلا عن تشكيلة من الفنون الحديثة والمعاصرة التي توضح تطور الحركات الفنية الحديثة في كندا والولايات المتحدة، وأوروبا تضمنت أعمال فرانز كلاين، مارك شاغال، خوان ميرو، أرشيل غوركي وأخرون.

## معرض الصور

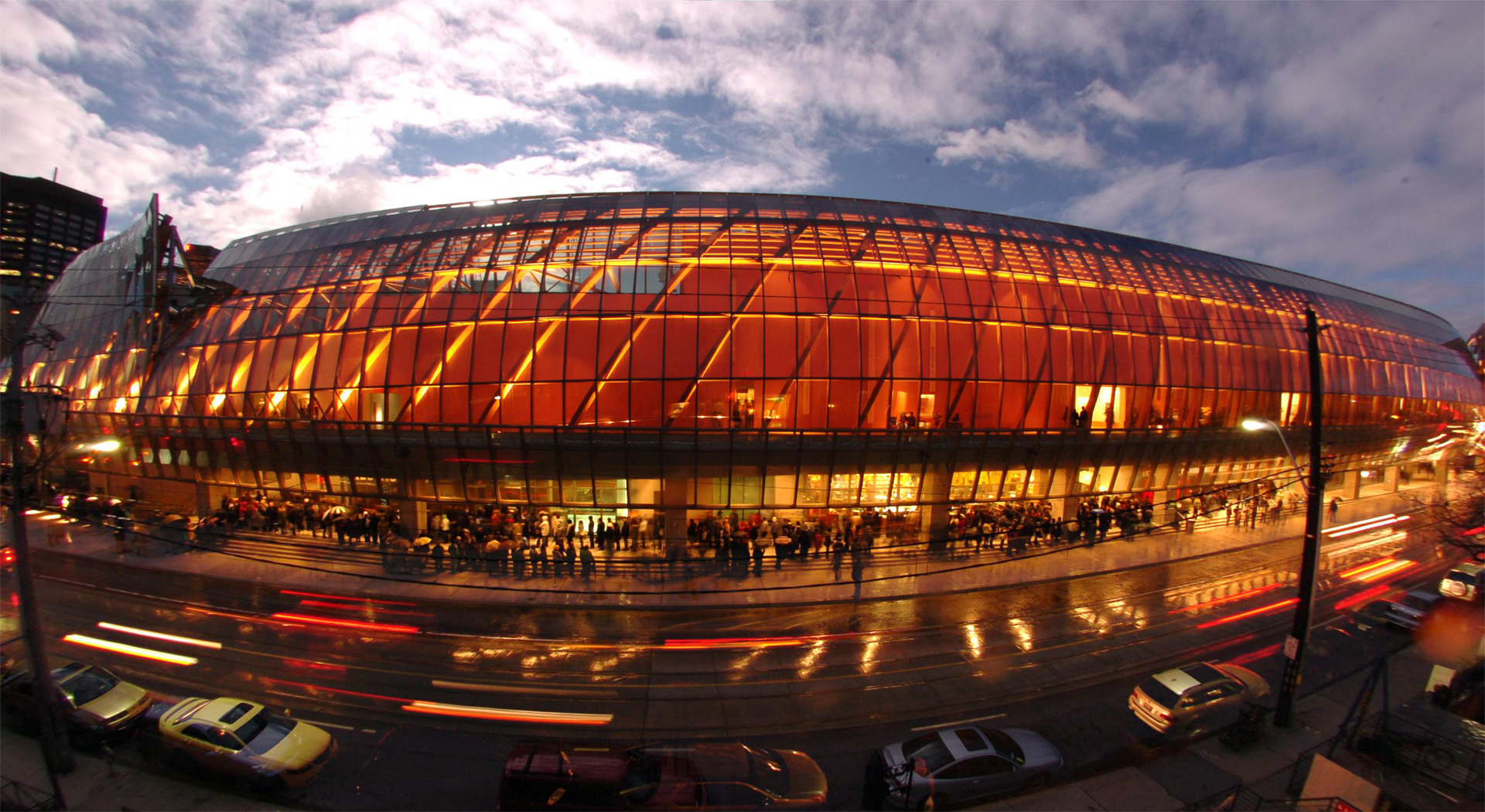
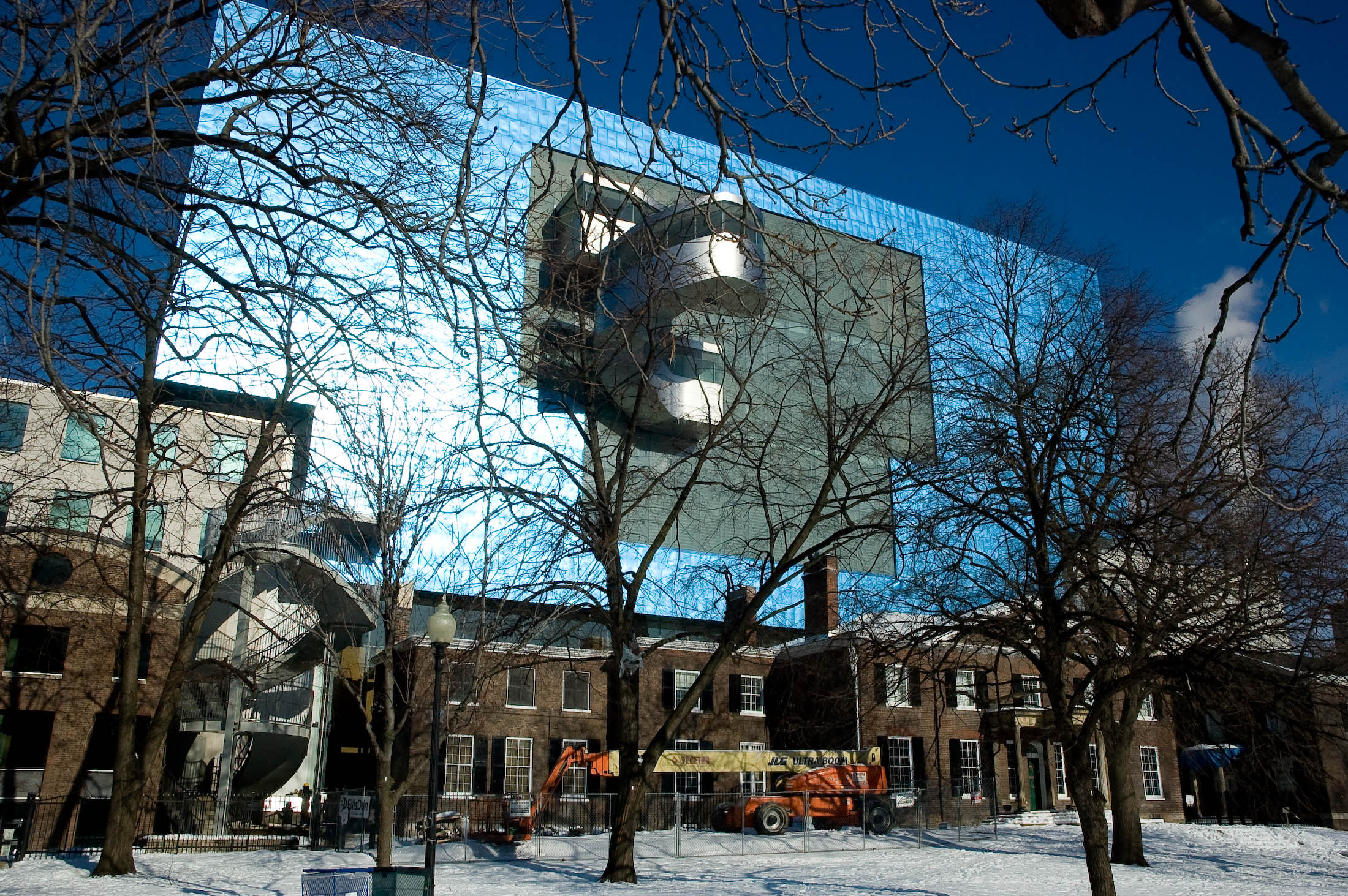
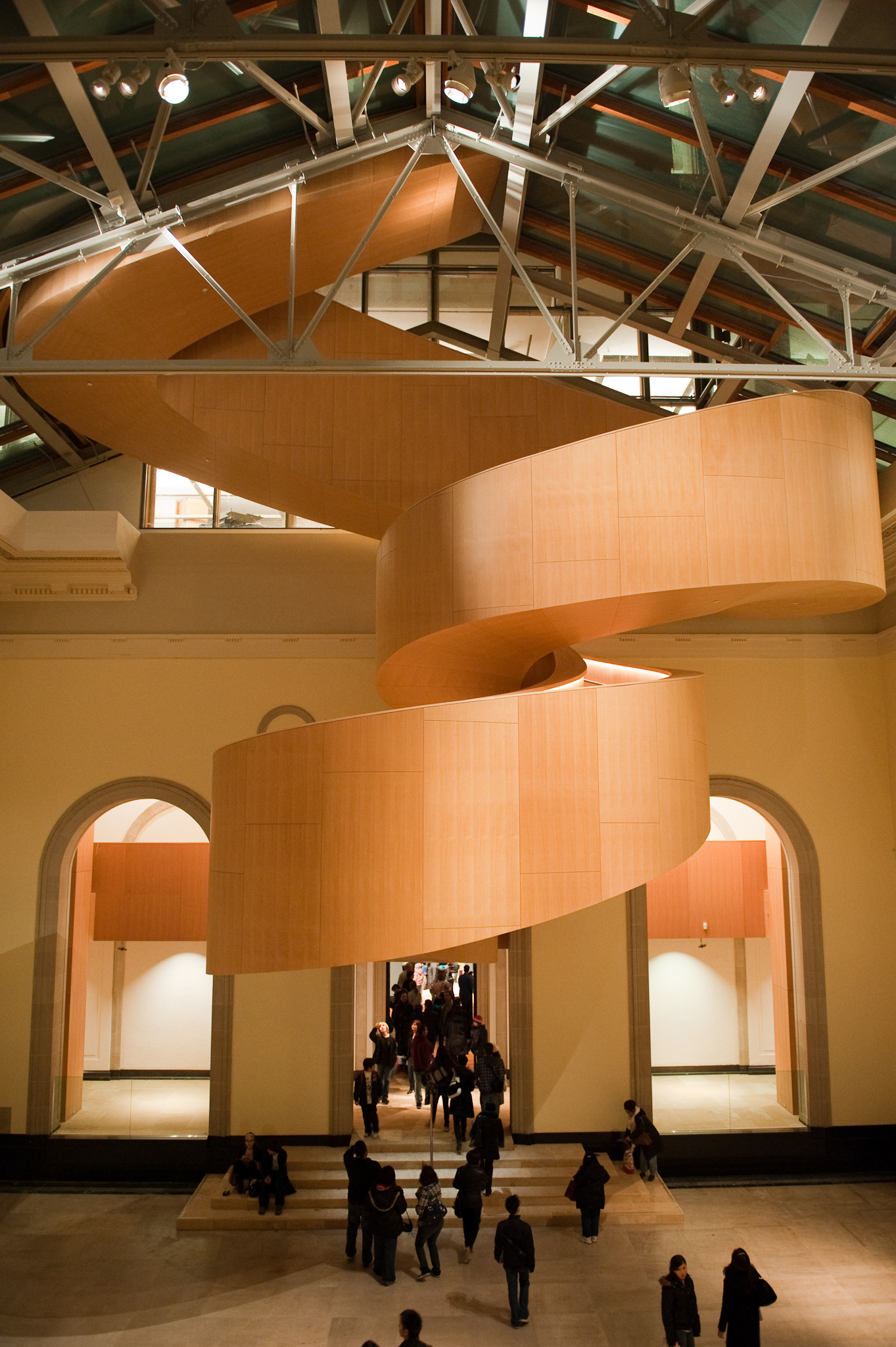
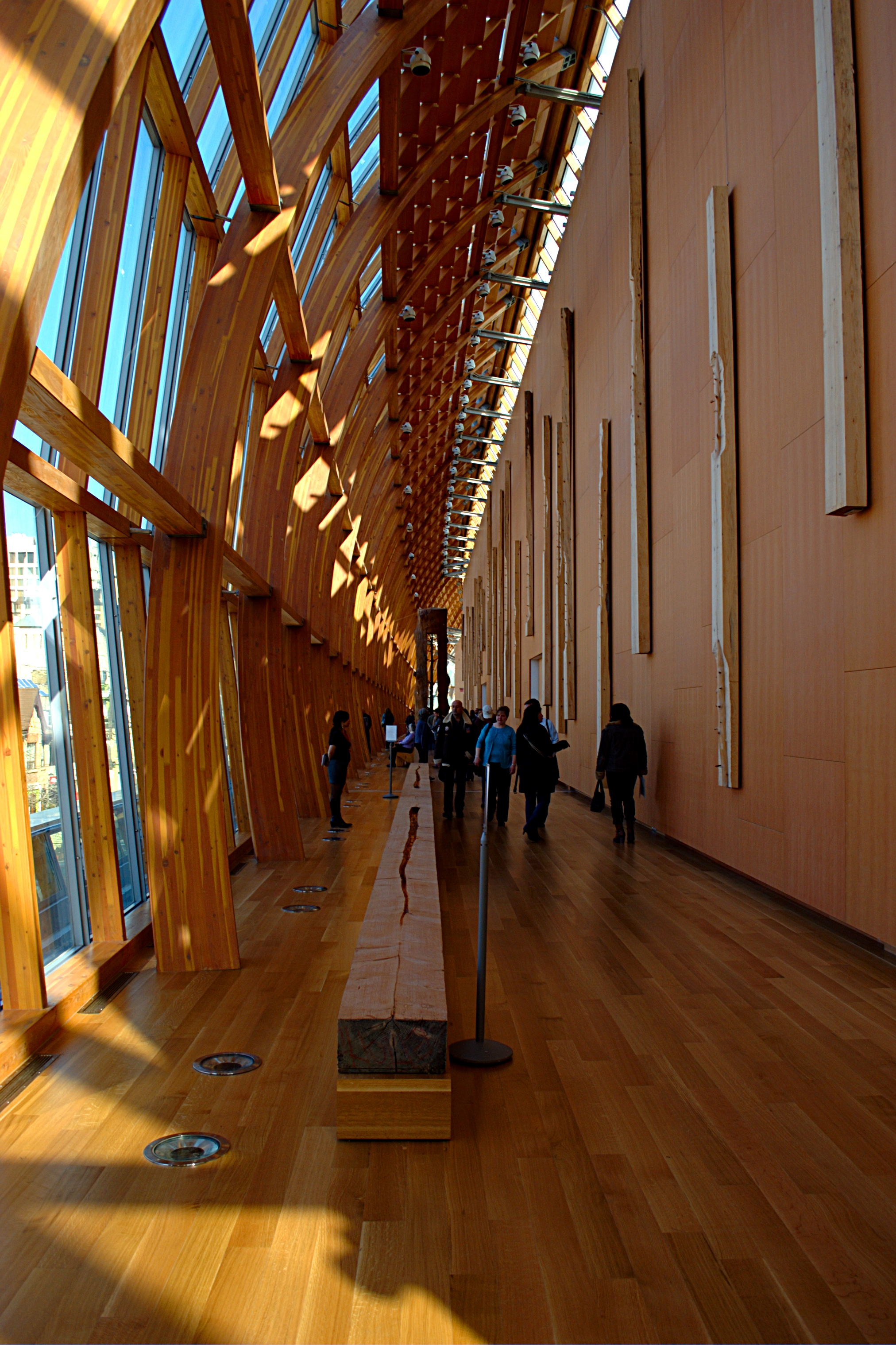
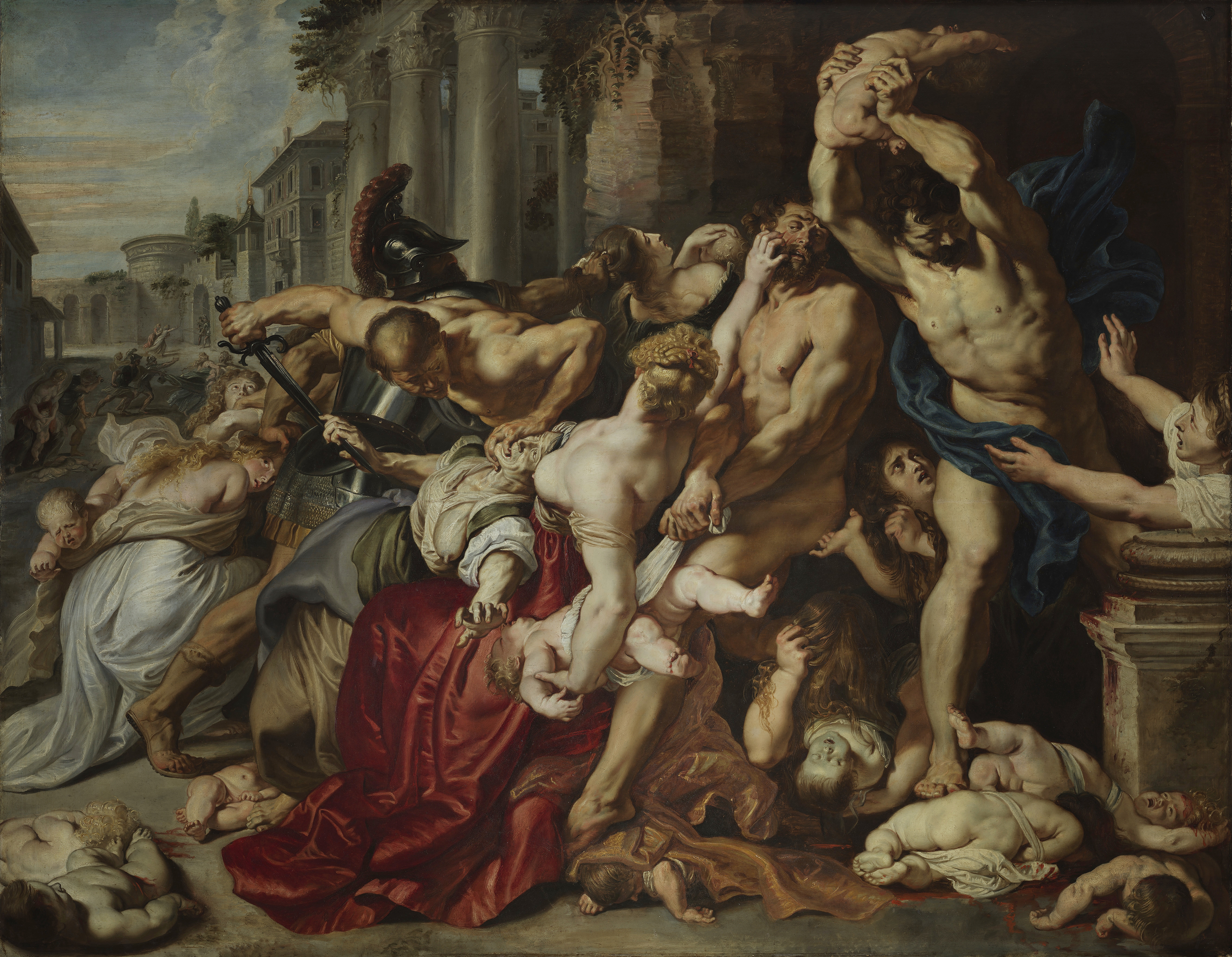
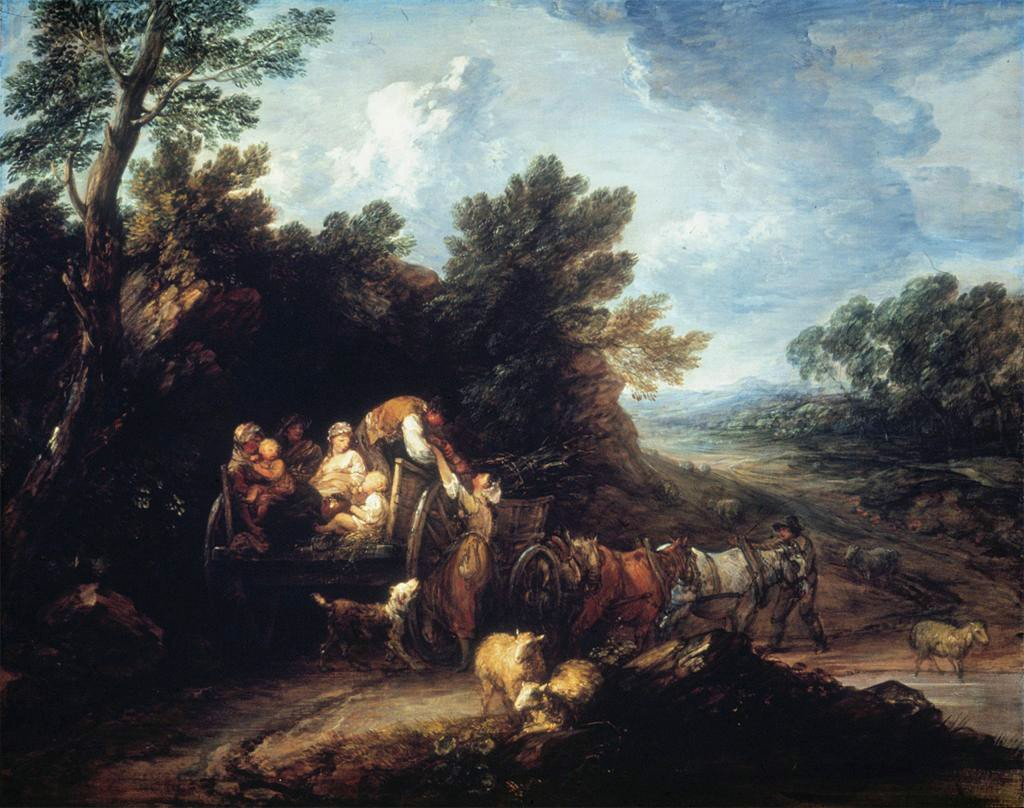
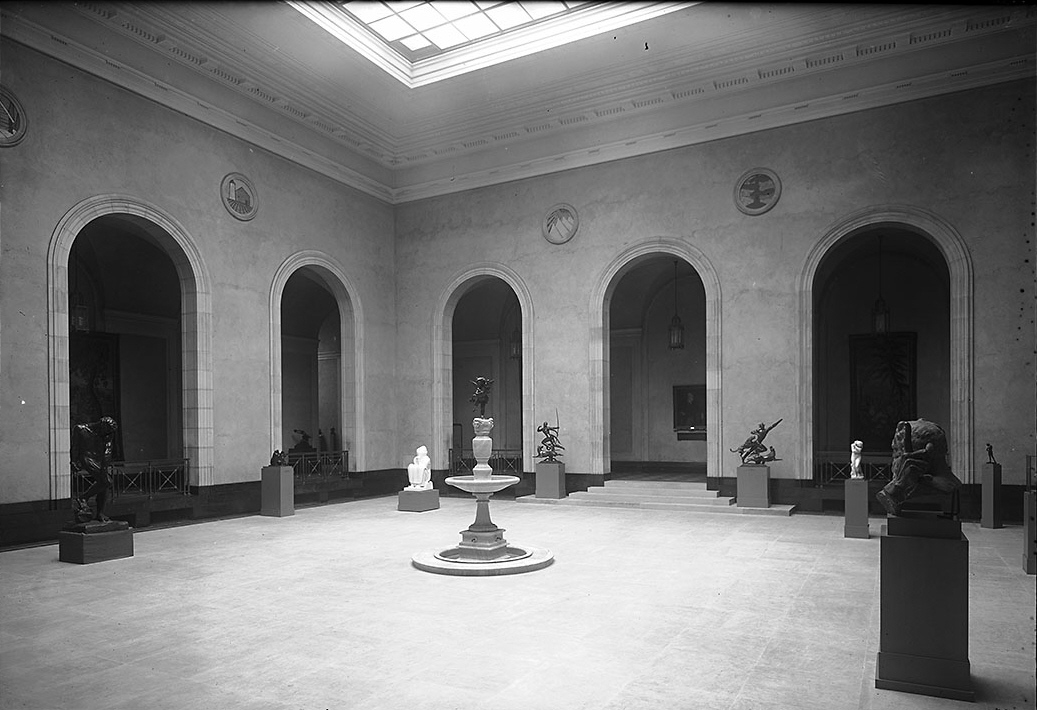